# 软政权
軟政權（Soft State）是瑞典诺贝尔经济学奖获得者贡纳尔·默达尔 在对东南亚国家的经济、社会和制度现象的内在依赖性进行研究的过程中提出的，用来描述相对于西方现代社会一种不受法制和纪律约束的无序的权力行使状态。

## 基本特征
- 漠视、违反法律，为己谋私。
- 不完善的法律与对法律解释的随意性。
- 形成了一种潜规则，为社会各阶层“默默”遵守。
- 恶性循环。

## 本质
发展中国家现代化过程中，在政治上出现的一种“失范”状态。由于传统的规范在现代化的冲击下迅速瓦解和失效，而新的、效仿西方的规范却由于无法被社会成员普遍接纳，同样无法运作。于是就有了“旧者已亡，新者未立”的失范状态。